# Dorota Kozińska
Dorota Kozińska (ur. 1964) – latynistka, krytyk muzyczna i operowa, tłumaczka.

## Życiorys
Ukończyła studia na Wydziale Filologii Klasycznej Uniwersytetu Warszawskiego. W latach 1992–2013 była członkiem redakcji „Ruchu Muzycznego”, w którym początkowo prowadziła dział koncertowy, a następnie dział teatru muzycznego; na łamach tego czasopisma pisywała też felietony historyczne pod pseudonimem Mus Triton. Publikuje w „Teatrze”, „Tygodniku Powszechnym”, „Muzyce w Mieście” (stały felieton Szkiełkiem i uchem) i „Ricie Baum”. Zasiadała także w Trybunale Płytowym Programu II Polskiego Radia, audycji prowadzonej przez Jacka Hawryluka. Jest współautorką haseł w Encyklopedii Muzycznej PWM.
Na język polski przekładała m.in. książki Colina Thubrona, E.L. Doctorowa i kryminały Magdalen Nabb. Za przekłady Po Syberii i Utraconego serca Azji Thubrona była nominowana do Nagrody im. Ryszarda Kapuścińskiego za reportaż literacki (Po Syberii znalazło się też w finale Nagrody).
W 2006 roku jako wolontariuszka wyjechała uczyć angielskiego w prowincji Farjab w północno-zachodnim Afganistanie. Swoje doświadczenia opisała w reporterskiej książce Dobra pustynia. Jest też autorką kilku książek o zwierzętach.
Za Dobrą pustynię została nominowana do Nagrody im. Beaty Pawlak (2013). W 2022 roku otrzymała Nagrodę Związku Kompozytorów Polskich.
Należy do Stowarzyszenia Tłumaczy Literatury.
Prowadzi blog Upiór w operze.

## Twórczość

### Książki autorskie[9]
- Jak żyć na kocią łapę: poradnik dla opornych użytkowników kota domowego (2005);
- Czemu kot jest gałgan i zeżarł kanarka, czyli 101 pytań o koty (2008);
- Czemu koń rusza, gdy woźnica cmoka, czyli 101 pytań o konie (2009);
- Czemu pies sąsiada od wczoraj nie szczeka, czyli 101 pytań o psy (2010);
- Mój przyjaciel pies (2010).
- ABC jeździectwa (2012);
- Dobra pustynia (2012).

### Przekłady (wybór)[9]
- Jack McIver Weatherford, Czyngis-chan, Świat Książki – Bertelsmann Media, Warszawa 2006.
- Tom Reiss, Orientalista, Świat Książki, Warszawa 2007;
- Slavenka Drakulić, Ciało z jej ciała: o banalności dobra, W.A.B., Warszawa 2008;
- Lisa See, Na Złotej Górze, Świat Książki – Bertelsmann Media, Warszawa 2007.
- Colin Thubron, Cień Jedwabnego Szlaku, Świat Książki, Warszawa 2009;
- Colin Thubron, Po Syberii, Czarne, Wołowiec 2011;
- Colin Thubron, Utracone serce Azji, Czarne, Wołowiec 2012;
- E.L. Doctorow, Mnóstwo czasu, Świat Książki, Warszawa 2013;
- Laurens Van Der Post, Wyprawa w głąb interioru, W.A.B. – GW Foksal, Warszawa 2014.